# Carex densa
Carex densa är en halvgräsart som först beskrevs av Liberty Hyde Bailey, och fick sitt nu gällande namn av Liberty Hyde Bailey. Carex densa ingår i släktet starrar, och familjen halvgräs. Inga underarter finns listade i Catalogue of Life.